# Mediakraft TV
Mediakraft TV (Mediakraft TV Sp. z o.o.) – telewizja internetowa produkująca oraz licencjonująca treści wideo, agencja reklamowa specjalizująca się w reklamie na YouTube, content marketingu i influencer marketingu.  
Firma produkuje materiały filmowe na zlecenie reklamodawców oraz prowadzi kanały marek na Youtube. Spółka jest częścią grupy kapitałowej Gamigo i spółką-córką Mediakraft Networks GmbH. 

## Historia
Mediakraft Networks powstała we wrześniu 2011 roku w Niemczech jako sieć partnerska.  Firma otworzyła międzynarodowe oddziały w Amsterdamie,  następnie w Stambule i Warszawie. W lipcu 2017 roku grupa kapitałowa Mediakraft Netwoks została przejęta przez Gamigo Group - wydawcę gier komputerowych oraz rozwiązań IT. 

## Mediakraft TV w Polsce
Pierwszymi, strategicznymi partnerami  z Polski zostali: StylizacjeTV, TheOleskaaa, Happysad, Marco Kubiś oraz Vertez. Od 2015 roku Mediakraft oferuje portfolio własnych produkcji o prowadząc kanały takie jak: Topowa Dycha, wBiuru, Mediakraft TV, SoKasia, Ubu, Śpiewaj z Nami, Tylko Kino, Co Za Historia, Zajegranie i OdWaga.  W tym samym roku Mediakraft rozdzieliła przedmiot działalności na sieć autorskich kanałów oraz sieć partnerską działającą pod marką Magnolie TV z Olgą Kulik na czele.

## Mediakraft TV dzisiaj
Obecnie Mediakraft TV specjalizuje się w tworzeniu i rozwijaniu autorskich kanałów, sprzedażą przestrzeni reklamowej na treściach wideo w sieci oraz prowadzeniem i produkcją treści na kanały marek (brand channels). Ponadto spółka świadczy usługi produkcji filmowej dla agencji reklamowych oraz domów mediowych.
Autorskie kanały Mediakraft TV subskrybuje łącznie ponad 3 miliony osób, a bohaterowie kanałów stali się influencerami młodego pokolenia. Spółka produkuje również treści dla telewizji tradycyjnej, szczególności firm mediowych z USA.